# Saint-Baudelle
Saint-Baudelle est une commune française, située dans le département de la Mayenne en région Pays de la Loire, peuplée de 1 181 habitants.
La commune fait partie de la province historique du Maine, et se situe dans le Bas-Maine.

## Géographie

### Communes limitrophes
| Parigné-sur-Braye, Saint-Georges-Buttavent | Parigné-sur-Braye | Mayenne |
| Saint-Georges-Buttavent                    | Saint-Baudelle    | Mayenne |
| Contest                                    | Contest           | Moulay  |

### Climat
Pour des articles plus généraux, voir Climat des Pays de la Loire et Climat de la Mayenne.
En 2010, le climat de la commune est de type climat océanique altéré, selon une étude du CNRS s'appuyant sur une série de données couvrant la période 1971-2000. En 2020, Météo-France publie une typologie des climats de la France métropolitaine dans laquelle la commune est exposée à un climat océanique et est dans la région climatique  Moyenne vallée de la Loire, caractérisée par une bonne insolation (1 850 h/an) et un été peu pluvieux. 
Pour la période 1971-2000, la température annuelle moyenne est de 11 °C, avec une amplitude thermique annuelle de 13,6 °C. Le cumul annuel moyen de précipitations est de 808 mm, avec 12,9 jours de précipitations en janvier et 7,3 jours en juillet. Pour la période 1991-2020, la température moyenne annuelle observée sur la station météorologique de Météo-France la plus proche, sur la commune de Mayenne à 3 km à vol d'oiseau, est de 11,7 °C et le cumul annuel moyen de précipitations est de 849,9 mm,. Pour l'avenir, les paramètres climatiques de la commune estimés pour 2050 selon différents scénarios d'émission de gaz à effet de serre sont consultables sur un site dédié publié par Météo-France en novembre 2022.

## Urbanisme

### Typologie
Au 1er janvier 2024, Saint-Baudelle est catégorisée ceinture urbaine, selon la nouvelle grille communale de densité à sept niveaux définie par l'Insee en 2022.
Elle appartient à l'unité urbaine de Mayenne, une agglomération intra-départementale regroupant quatre  communes, dont elle est une commune de la banlieue,,. Par ailleurs la commune fait partie de l'aire d'attraction de Mayenne, dont elle est une commune de la couronne,. Cette aire, qui regroupe 27 communes, est catégorisée dans les aires de moins de 50 000 habitants,.

### Occupation des sols
L'occupation des sols de la commune, telle qu'elle ressort de la base de données européenne d’occupation biophysique des sols Corine Land Cover (CLC), est marquée par l'importance des territoires agricoles (91,6 % en 2018), en diminution par rapport à 1990 (95,7 %). La répartition détaillée en 2018 est la suivante : 
terres arables (50,2 %), prairies (36,8 %), zones urbanisées (8,3 %), zones agricoles hétérogènes (4,7 %), zones industrielles ou commerciales et réseaux de communication (0,1 %). L'évolution de l’occupation des sols de la commune et de ses infrastructures peut être observée sur les différentes représentations cartographiques du territoire : la carte de Cassini (XVIIIe siècle), la carte d'état-major (1820-1866) et les cartes ou photos aériennes de l'IGN pour la période actuelle (1950 à aujourd'hui).

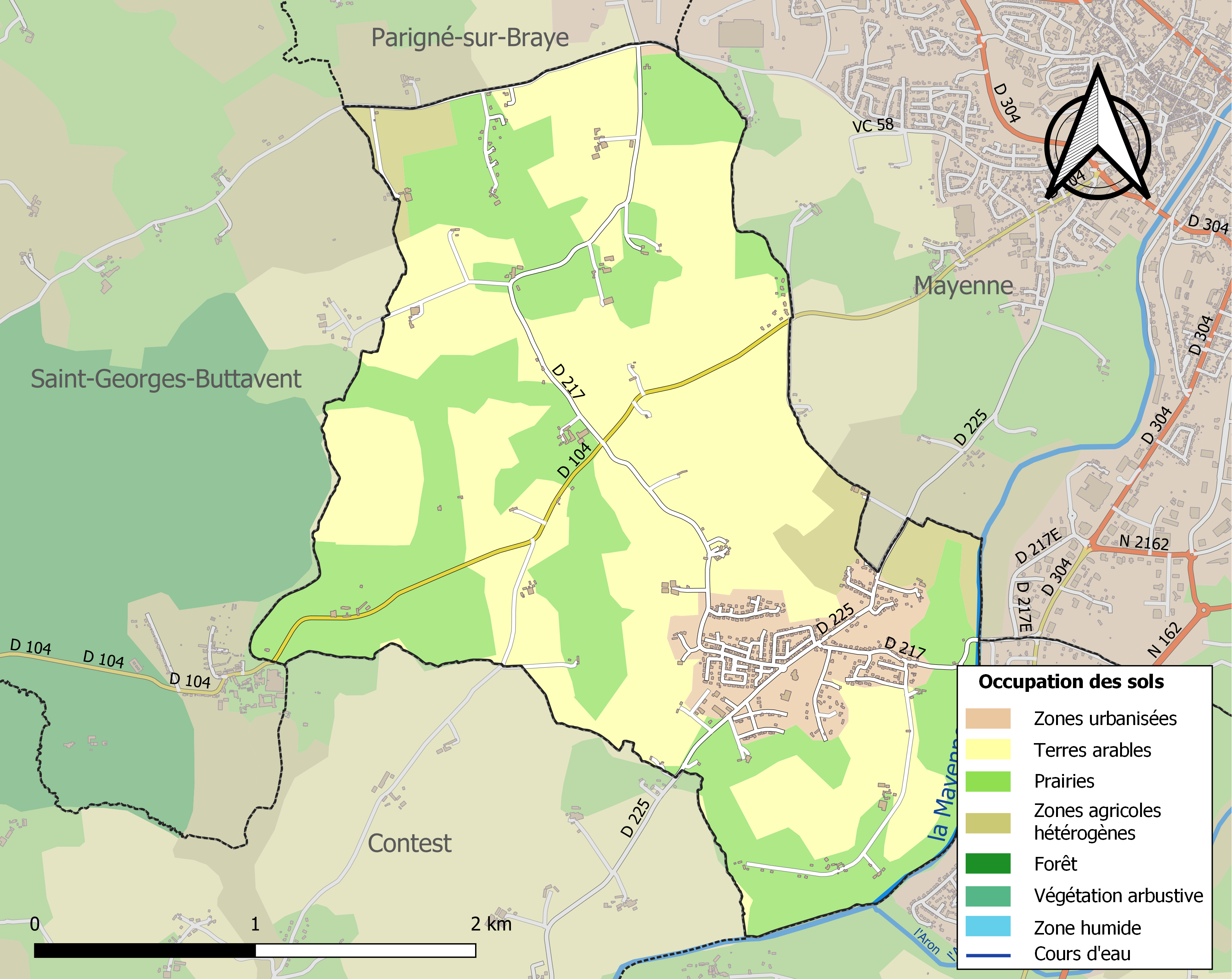
Carte des infrastructures et de l'occupation des sols de la commune en 2018 (CLC).

## Toponymie
Le gentilé est Baudellois.

## Histoire

### Le chemin de fer
Les Chemins de fer départementaux de la Mayenne (CFDM) exploitèrent une ligne entre Landivy à Mayenne-Échange dont une des gares du parcours était Mayenne-Saint-Baudelle. Cette gare était située sur l'actuelle place de l'Europe à Mayenne.
En 1902, la gare de Mayenne-Saint-Baudelle avait accueilli 27 636 voyageurs.

## Politique et administration

### Administration municipale
| Période                                  | Période  | Identité         | Étiquette | Qualité                                     |
| ---------------------------------------- | -------- | ---------------- | --------- | ------------------------------------------- |
| avant 1981                               | ?        | Charles Valtel   |           |                                             |
| 1989                                     | mai 2020 | Maurice Boisseau | SE        | Professeur                                  |
| mai 2020                                 | En cours | Arnaud Bulenger  | DVG       | Conseiller technique départemental football |
| Les données manquantes sont à compléter. |          |                  |           |                                             |

Le conseil municipal est composé de quinze membres dont le maire et trois adjoints.

## Population et société

### Démographie
L'évolution du nombre d'habitants est connue à travers les recensements de la population effectués dans la commune depuis 1793. Pour les communes de moins de 10 000 habitants, une enquête de recensement portant sur toute la population est réalisée tous les cinq ans, les populations de référence des années intermédiaires étant quant à elles estimées par interpolation ou extrapolation. Pour la commune, le premier recensement exhaustif entrant dans le cadre du nouveau dispositif a été réalisé en 2005.
En 2022, la commune comptait 1 181 habitants, en évolution de +4,51 % par rapport à 2016 (Mayenne : −0,73 %, France hors Mayotte : +2,11 %).
| 1793 | 1800 | 1806 | 1821 | 1831 | 1836 | 1841 | 1846 | 1851 |
| ---- | ---- | ---- | ---- | ---- | ---- | ---- | ---- | ---- |
| 559  | 764  | 840  | 844  | 886  | 986  | 844  | 887  | 902  |

| 1856 | 1861 | 1866 | 1872 | 1876 | 1881 | 1886 | 1891 | 1896 |
| ---- | ---- | ---- | ---- | ---- | ---- | ---- | ---- | ---- |
| 906  | 924  | 852  | 835  | 807  | 805  | 731  | 706  | 739  |

| 1901 | 1906 | 1911 | 1921 | 1926 | 1931 | 1936 | 1946 | 1954 |
| ---- | ---- | ---- | ---- | ---- | ---- | ---- | ---- | ---- |
| 700  | 347  | 337  | 299  | 257  | 269  | 283  | 287  | 247  |

| 1962 | 1968 | 1975 | 1982 | 1990 | 1999  | 2005  | 2006  | 2010  |
| ---- | ---- | ---- | ---- | ---- | ----- | ----- | ----- | ----- |
| 217  | 215  | 295  | 501  | 721  | 1 005 | 1 113 | 1 132 | 1 186 |

| 2015  | 2020  | 2022  | - | - | - | - | - | - |
| ----- | ----- | ----- | - | - | - | - | - | - |
| 1 140 | 1 159 | 1 181 | - | - | - | - | - | - |

### Label
La commune est une ville fleurie (deux fleurs) au concours des villes et villages fleuris.

## Culture locale et patrimoine

### Lieux et monuments
- Ancien prieuré de Berne.

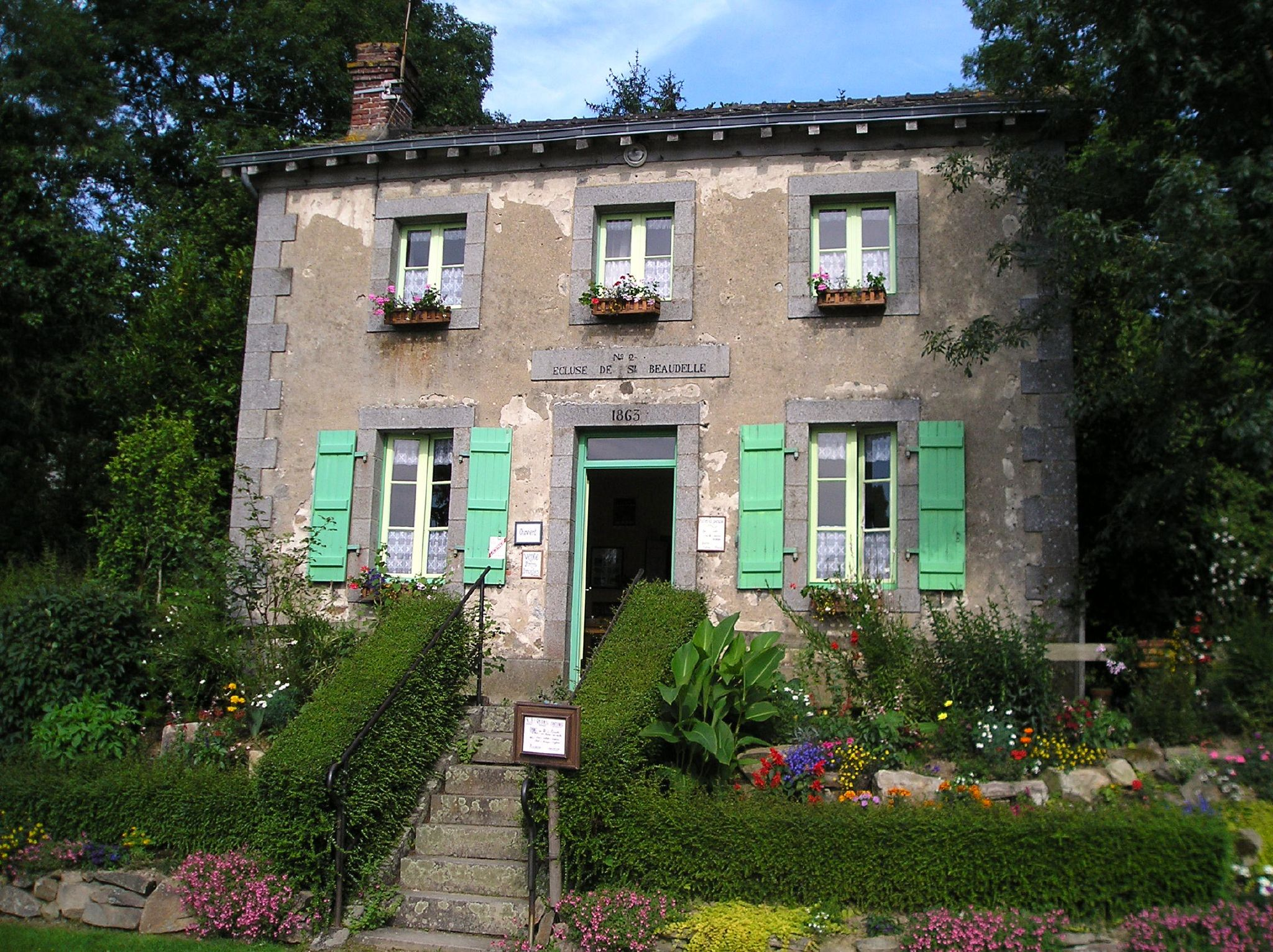
Maison éclusière.

- Église Saint-Baudelle du XIXe siècle.
- Pont de 1870 sur la Mayenne.
- Maison éclusière.

### Personnalités liées à la commune
- Henri-Gustave Lelièvre (1877 à Saint-Baudelle - 1948), journaliste et écrivain.